# Тарновцы
Та́рновцы (укр. Тарнівці) — село в Холмковской сельской общине Ужгородского района Закарпатской области Украины.
Население по переписи 2001 года составляло 853 человека. Почтовый индекс — 89420. Занимает площадь 1,54 км².